# マルセル・クッツェー
マルセル・クッツェー（Marcell Coetzee、1991年5月8日 - ）は、ジャパンラグビーリーグワンコベルコ神戸スティーラーズに所属するラグビーユニオン選手。

## プロフィール
- 南アフリカ・ポチェフストルーム出身[1]。
- ポジションはフランカー(FL)。
- 身長 193 cm、体重 117 kg
- 南アフリカ代表キャップ数は31(2022年9月現在)。

## 略歴
シャークス、シャークスを経て、2015年、Honda HEAT(現・三重ホンダヒート)に加入。同年11月14日に行われたジャパンラグビートップリーグ第1節の近鉄ライナーズ戦に先発出場で日本での公式戦初出場を果たす。
2016年、Honda HEAT退団 後、アルスター・ブルー・ブルズを経て、2021年、ブルズに加入。
2022年、コベルコ神戸スティーラーズに加入。